# Oro Football Club
O Oro Football Club é um clube de futebol semi-profissional com sede em Port Moresby, capital da Papua-Nova Guiné. Foi fundado em 2013.
Em 2015, a equipe teve o infortúnio de ser goleada por 6 a 0 pelo Lae City Dwellers fora de casa pela Telikom National Soccer League, um resultado recorde no campeonato semi-profissional desde quando começou a ser disputado, em 2006.[carece de fontes?]
No ano de 2013, a equipe se chamava NC Civil Works Oro FC, pois era patrocinada pela empresa "NC Civil Works", da Papua-Nova Guiné, e disputou o campeonato daquele ano com esse nome.